# غرد كسبيان
غرد كسبيان هي قرية في مقاطعة بيرانشهر، إيران. عدد سكان هذه القرية هو 640 في سنة 2006.